# أيوب الخلوتي
أيوب بن أحمد الخَلوَتي (1586 - 5 أكتوبر 1660) متصوف ومصنف وشاعر سوري عثماني عاش في القرن السابع عشر الميلادي/ الحادي عشر الهجري. شارك في عدد من العلوم من الحديث والفقه والقراءة والموسيقی وغيرها. معظم مؤلفاته في التصوف وأكثرها يبدأ بكلمة ذخيرة (ما يعدُّه الإنسان للاستفادة منه في الآخرة في اعتقاد المسلمين).

## سيرته
هو أيّوب بن أحمد بن أيوب القُرَشي الخَلوتي الماتُريدي، أصله من سهل البقاع اللبناني ونسبه متصل بعلي بن مسافر الصوفي (ت 557). ولد في محلة الصالحية بدمشق سنة 994 هـ/ 1586 م ونشأ فيها.

تلقّى العلوم على محب الدين المحبي (جد محمد أمين المحبي)، وملا نظام السندي وأبي بكر السندي. أخذ الحديث عن إبراهيم بن أحدب وقد لازم أحمد العالي الخلوتي وأخذ عنه التصوف.

تولّى أيوب الخلوتي الأمامة في جامع السُّلطان سليم بالصالحية دمشق و حَجَّ مرتين وزار القدس ست مرات. وفي سنة 1050 هـ/1640 م دعاه السلطان إبراهيم إلى إستانبول واجتمع به. وكانت وفاته في 1 صفر 1071/ 5 أكتوبر 1660 بدمشق و دُفِن بباب الفراديس.

## مؤلفاته
- أقوال في التعليم
- ذخيرة في معرفة وحدانية الله
- جوهرة العلوم ودُرّة الفهوم
- مقالة في أحوال الصوفيّ وواجباته
- ذخيرة العِبادة والعبودية والعبادة
- ذخيرة الفرح بفضل الله ورحمته
- ذخيرة في قول بعضهم: الرِّضا جنّة الدُّنيا
- ذخيرةُ التوبة
- ذخيرة السُّكر
- ذخيرة في الخَلوة
- ذخيرة الإكسير
- رسالة في الخُلُق
- ذخيرة الوجود المطلق والمقيِّد والوحدة والكَثرة
- كنز الغِنی : في الذكر
- رسالة اليقين
- ذخيرة المرض وما ينتجه من المعاني
- الرسالة الأسمائية في طريق الخلوتية
- رسالة المكر الإلهي
- رسالة التحقيق في سُلالة الصدّيق
- الذخاير في علوم الأوائل والأواخر: مخطوطة في مكتبة جامعة لايبزيك.